# عزلة البحريين (إب)

تعديل مصدري - تعديل

عزلة البحريين هي إحدى عزل مديرية اب في محافظة إب اليمنية ويبلغ تعداد سكانها 3149 نسمة حسب التعداد السكاني في اليمن لعام 2004.

## روابط خارجية
- الجهاز المركزي للإحصاء بالجمهورية اليمنية
- المركز الوطني للمعلومات باليمن
- الدليل الشامل